# IVC 4
IVC 4 - The Battle foi o quarto evento do International Vale Tudo Championship. O evento foi realizado no dia 7 de Fevereiro de 1998.